# Weldenia candida
Weldenia candida là một loài thực vật có hoa trong họ Commelinaceae. Loài này được Schult.f. miêu tả khoa học đầu tiên năm 1829.